# Amphiophiura ursula
Amphiophiura ursula is een slangster uit de familie Ophiuridae.
De wetenschappelijke naam van de soort werd in 1949 gepubliceerd door Austin Hobart Clark.